# Shanghai Rolex Masters 2012
Shanghai Rolex Masters 2012 — тенісний турнір, що проходив на кортах з твердим покриттям у місті Шанхай, КНР з 8 жовтня . Належав до категорії ATP World Tour Masters 1000.

## Фінальна частина

### Одиночний розряд
Новак Джокович —  Енді Маррей 5–7, 7–6(13–11), 6–3

### Парний розряд
Леандер Паес /  Радек Штепанек —  Магеш Бгупаті /  Роган Бопанна 6–7(7–9), 6–3, [10–5]